# Carlos Alberto Mulhall
Carlos Alberto Mulhall (f. Buenos Aires, 21 de noviembre de 2014), militar argentino. Interventor federal de la provincia de Salta entre el 24 de marzo y el 22 de abril de 1976, en el inicio del régimen del Proceso de Reorganización Nacional.
Fue jefe del Destacamento de Exploración de Caballería Blindada 141 (C-5) y del Área 332.
En democracia, resultó condenado en múltiples casos. El 22 de diciembre de 2010, fue condenado a prisión perpetua por delitos de lesa humanidad cometidos en la masacre de Palomitas. El 11 de octubre de 2011, fue nuevamente condenado a prisión perpetua, por la desaparición forzada del exgobernador Miguel Ragone. El 20 de diciembre de 2013, fue condenado en la megacausa UNSa. El 30 de septiembre de 2014, recibió otra condena a reclusión perpetua, por una serie de crímenes cometidos en San José de Metán.